# L'Arc-en-Ciel
L'Arc-en-Ciel (franska för "bågen i skyn" eller "regnbågen"; jap. ラルク アン シエル, raruku an shieru), även känt som L'Arc eller Laruku bland fansen, är ett populärt japanskt rockband. De har sålt över 45 miljoner exemplar av sina singlar och album bara i Japan.

## Historia

### Banduppställning
I februari 1991 rekryterade basisten Ogawa Tetsuya (tetsu), som senare blev bandledare, vokalisten Hyde (hans riktiga namn har aldrig blivit avslöjat officiellt, men det ryktas vara Takarai Hideto), gitarristen Hiro och trummisen Pero, och grundade ett band som fick namnet L'Arc-en-Ciel, inspirerat av en fransk film med samma namn. Efter ett år utan framgång i sin hemstad Osaka, lämnade Hiro bandet den 12 juni 1992. Pero följde honom snart och lämnade bandet den 30 december samma år, troligen för att förenas med sin vän Hiro igen. För att ersätta dessa två övertalade Tetsu sin vän Kitamura Ken (ken) att sluta sina universitetsstudier i arkitektisk design och börja i bandet som gitarrist. Senare rekryterades även en ny trummis, Sakurazawa Yasunori (sakura) efter att bandet sett honom spela.

### Albumdebut och efterföljande album
Den 1 april 1993 släppte bandet sitt första album DUNE under indiebolaget Danger Crue Records. Albumet hade stor framgång och nådde förstaplatsen på Oricon-indietopplistan, vilket uppmärksammade bandet hos flera större skivbolag. 1994 skrev L'Arc-en-Ciel på ett skivkontrakt med Sonys avdelning Ki/oon, och släppte sitt andra album, Tierra (spanska för "jord") samma år. heavenly släpptes 1995. och True, deras första miljonsäljare, släpptes 1996.

#### Anhållandet av sakura
Trots deras stora steg närmare superstjärnestatus skulle bandet snart möta ännu en motgång. I början av 1997 blev trummisen Sakura anhållen på grund av droginnehav (vissa säger att det var heroin, andra metamfetamin; det finns inga konkreta bevis för någon av dem, bara att det var en olaglig drog av något slag), och lämnade därmed bandet den 4 oktober 1997. Det här blev till den mörkaste tiden i bandets historia. När nyheten om sakuras anhållning kom ut till allmänheten minskades bandets popularitet drastiskt. Skivor blev borttagna från butikerna och alla deras låtar som användes som soundtracks blev snabbt ersatta av andra, så som the Fourth Avenue Cafe från animen Rurouni Kenshin, som genast blev ersatt med det gamla soundtracket Heart of Sword, efter att bara ha varit med i sex avsnitt. Det fanns inte längre något bevis på bandets existens, och deras nästa singel the Fourth Avenue Cafe blev uppskjuten. Många anser att hela händelsen överdrevs och blev onödigt mycket uppmärksammad.

### Paus och återkomst
De följande månaderna blev en extremt osäker tid, det var tveksamt om bandet någonsin skulle återhämta sig. De fortsatte att dyka upp i tidskrifter, men enbart som en trio. De skapade ett eget coverband, "THE ZOMBIES", och hade roligt med sina egna låtar. De gjorde också låtcovers av band som Marilyn Manson och Nirvana. Återvändandet till rampljuset från deras paus markerades av deras Reincarnation 97 Live i Tokyo Dome, med deras nya trummis, Awaji Yukihiro (yukihiro), före detta trummis i ZI:KILL och DIE IN CRIES. Deras första konsert hade platser för 56 000 personer, vilket sålde ut på endast fyra minuter. Detta är fortfarande ett rekord för Tokyo Dome. De släppte HEART år 1998, vilket, i likhet med deras andra album heavenly ses som en sorts övergång: bort från dåliga minnen i det förflutna, men också en upprätthållelse av bandets framgång och unika stil.
1997 släpptes 「虹」 (Niji — Regnbåge), deras första singel sedan sakura lämnat bandet, nu med yukihiro listad som en uppbackande bandmedlem. Inte långt efter singelsläppet blev dock yukihiro den officiella trummisen i L'Arc-En-Ciel och bandet var äntligen helt igen.

### 1999-2000 projekt
L'Arc-en-Ciel släppte ytterligare tre album med nytt material under de kommande åren. ark och ray släpptes samtidigt den 1 juli 1999, och blev de första japanska albumen att bli släppta samtidigt i många andra asiatiska länder. Båda toppade Oricon topplistorna, med ark på plats nummer ett och ray på nummer två. Släppet av ark och ray markerade den kanske högsta punkten av bandets karriär, då båda sålde över två miljoner exemplar. REAL släpptes år 2000, vilket blev det sista albumet med nytt material för en tid, även om många samlingsalbum och remixalbum skulle komma. L'Arc-en-Ciels sista nya låt före deras uppehåll, Spirit dreams inside, var avslutningslåt till filmen Final Fantasy: The Spirits Within.

### Soloprojekt
Efter Spirit dreams inside hade bandet ett uppehåll och bandmedlemmarna började arbeta med olika soloprojekt. hyde släppte två album (ROENTGEN och 666, som HYDE) och spelade vampyren Kei i filmen Moon Child, tillsammans med den populäre japanske soloartisten Gackt. hyde gjorde också rollen som Adam i filmen Kagen no Tsuki, baserad på mangan med samma titel. ken grundade SONS OF ALL PUSSYS tillsammans med L'Arc-en-Ciels förre trummis sakura, tetsu startade TETSU69 och yukihiro sjöng med acid android. Det framgångsrika samlingsalbumet, Clicked Singles Best 13, släpptes 2001, med tolv favoriter valda av fans via Internet tillsammans med en extra 13:e sång, Anemone, bandets enda nya material under dessa år. Bandmedlemmarnas olika soloprojekt närde på spekulationerna om att L'Arc-en-Ciel skulle splittras.

### Andra återkomsten
I juni 2003, överraskade L'Arc-en-Ciel världen med en serie av sju konserter i Tokyo kallade Shibuya Seven Days, under vilka de meddelade om ett nytt albumsläpp för det kommande året. Bandet kom ut med READY STEADY GO i februari 2004, dess första singel på mer än tre år. Den toppade Oricon-topplistorna och användes som soundtrack till den mycket populära animeserien, Fullmetal Alchemist. Singeln följdes av ännu en listetta, 瞳の住人 (Hitomi no Juunin), i början av mars. Det länge efterlängtade nya albumet, SMILE, släpptes den 31 mars. Kort efteråt, den 2 juli 2004, introducerades P'UNK-EN-CIEL (en förändring i banduppställningen, liknande föregångaren D'ARK-EN-CIEL) på singeln 自由への招待(Jiyuu e no Shoutai) med milky way för första gången på skiva. I det förflutna spelade bandet också en P'unk version av Round and Round live.

#### Debut i USA
Den 31 juli 2004 gjorde L'Arc-en-Ciel sin USA konsertdebut på animekonventionen Otakon, som årligen hålls i Baltimore, Maryland. Uppskattningsvis 12 000 personer närvarade på konserten, som hölls på en utomhusscen vid 1st Mariner Arena, vilket ligger nära Baltimore Convention Center där konventionen hölls.
Den 31 maj 2005 släppte Tofu Records, Sony Music Japans amerikanska bolag, den mycket efterlängtade DVD:n från Otakon 2004-konserten "Live in U.S.A."

### AWAKE, 2005
År 2005 släppte bandet ett antal singlar, inklusive Killing Me, New World, och Jojoushi. Dessa blev senare inkluderade på deras senaste album, AWAKE, som släpptes den 22 juni med tolv spår, bland annat LOST HEAVEN, slutlåten för Fullmetal Alchemist-filmen. Bandets senaste singel, Link, som släpptes den 20 juli 2005, var också med i filmen som öppningslåt, men har inte hamnat på något album ännu.
I augusti 2005 gick bandet på sin AWAKE turné, vilken begränsade sig till Japan. Turnén innehöll ett antikrigsbudskap, vilket också syntes tydligt i texterna på albumets låtar. Ett speciellt minnesvärt ögonblick var förstörandet av en jättelik vit flagga under NEO UNIVERSE. Flaggan var dekorerad med en universella fredssymbolen. Andra minnesvärda ögonblick inkluderar en upphängd kvinna och akrobater under framträdandet av Ophelia.
hydes klädsel under konserterna orsakade många diskussioner bland fans. Nynazistuniformen och påveutstyrseln under framträdandet av REVELATION lockade till heta tvister, som tidigare inte hänt efter bandets konserter. En teori är att bandet protesterade mot valet av tyske Joseph Ratzinger (nu påve Benedikt XVI) som överhuvud till den katolska kyrkan, trots att efterforskningar visat att han varit inblandad i Nazisttyskland och Hitlers Ungdomar.
En annan teori, uppbackad av HYDE:s senaste soloalbum, FAITH, pekar på hans ökade intresse för religion och konstaterar att hans rivande och förstörelse av fredsflaggan i påveutstyrsel symboliserar spridandet av fred hos katolicismen: dock var flaggan själv svart och visar en märkvärd kontrast till den vita flaggan, som senare förstördes under NEO UNIVERSE. Därför är det sanna budskapet bakom militäruniformen och den ännu mer förbryllande påveutstyrseln fortfarande ett mysterium, men det är ändå mest troligt hyde som ligger bakom denna nya samhällsmedvetna sida av bandet.
Den japanska AWAKE turnén följdes av ASIALIVE 2005, med framträdanden i Korea (Seoul) och Kina (Shanghai), avslutandes med konserter i Japan. Japans två konserter hölls i det berömda Tokyo Dome.

### Sena 2005 - 2007
Efter AWAKE och ASIALIVE turnéerna återgick medlemmarna av L'Arc-en-Ciel till sina soloprojekt. tetsu började i ett nytt band, Creature Creature. yukihiro återvände till acid android, vilka släppte sin nyaste singel let's dance den 5 april 2006. acid android följde med MUCC, ett annat japanskt rockband, för att hålla två konserter i Kina (Shanghai) i april 2006.
HYDE skrev musiken till Glamorous Sky, soundtrack till den mycket eftertraktade, mangabaserade filmen NANA, som sjöngs av j-popstjärnan Mika Nakashima (som även gjorde huvudrollen i filmen). Detta var ett nytt steg för hyde, då det var första gången han skrev musik till en annan artist. Hans nyaste solosinglar är COUNTDOWN, slutlåten för den japanska utgåvan av den amerikanska filmen Stealth (släppt den 5 oktober 2005), och SEASON'S CALL, öppningslåten till den nya animen Blood+ (släppt 22 februari 2006). Båda singlarna nådde förstaplatsen på Oricon topplistan. HYDE:s senaste soloalbum FAITH släpptes i Japan den 26 april, följd av en fem månader lång turné genom Japan mellan april och augusti 2006. Efter att ha skrivit på med Tofu Records, planerades fyra små konserter i San Francisco och Anaheim, Kalifornien, i USA. HYDE:s debut i USA gjordes i juli 2006, och blev det första av L'Arc-en-Ciels soloprojekt att sträcka sig internationellt.
Den 25 och 26 november 2006 höll L'Arc-en-Ciel två konserter i Tokyo Dome för att fira sitt 15-årsjubileum. En enkät skapades på deras officiella webbplats veckorna innan konserterna för att låta fansen själva välja vilka låtar de ville höra på tillställningen. Den 13 december visades en av konserterna på kanalen WOWOW. Dessutom sändes den på Korea MTV den 8 februari 2007.
Under 2007 hade L'Arc-en-Ciel sin [Are you ready?] Light My Fire Again! turné samt släppte sitt elfte fullängdsalbum KISS den 21 november. Just nu[när?] håller de på med turnén THEATRE OF KISS som kommer att avslutas i år. 

## Banduppställning

### Nuvarande
- Hyde (sång)
- Tetsu (bas)
- Ken (gitarr)
- Yukihiro (trummor)

### Tidigare
- Sakura (trummor 1992-1997)
- Hiro (gitarr 1991-1992)
- Pero (trummor 1991-1992)

## Diskografi

### Originalalbum
1. Dune
2. Tierra
3. Heavenly
4. True
5. Heart
6. Ark
7. Ray
8. Real
9. Smile
10. Awake
11. Kiss

### Samlingsalbum
1. Ectomorphed Works
2. Clicked Singles Best 13
3. The Best of L'Arc-en-Ciel 1994-1998
4. The Best of L'Arc-en-Ciel 1998-2000
5. The Best of L'Arc-en-Ciel c/w
6. Dune 10th Anniversary Edition
7. Ark 15th Anniversary Expanded Edition
8. Ray 15th Anniversary Expanded Edition